# 大江文子
大江 文子（おおえ ふみこ、本名：木村 しゅう、1900年（明治33年）2月20日 - 没年不詳）は、元・宝塚少女歌劇団男役&娘役主演スター。宝塚歌劇団1期生。同期生に雲井浪子、小倉みゆき、高峰妙子、由良道子らがいる。大阪府大阪市出身。宝塚少女歌劇団在団中は踊りが得意で、舞踊家の名手と謳われた。

この芸名は小倉百人一首の第60番：小式部内侍の
から命名された。

## 略歴
1913年（大正2年）7月、宝塚唱歌隊（同年12月に宝塚少女歌劇養成会に改称。現・宝塚音楽学校）に13歳で入隊。 
1921年（大正10年）1月、宝塚少女歌劇団を20歳で退団。

## 宝塚少女歌劇団時代の主な舞台出演
- 『ドンブラコ』（1914年4月1日 - 5月30日、宝塚歌劇場(パラダイス劇場)）
- 『三人獵師』（1915年10月20日 - 11月30日、宝塚歌劇場(パラダイス劇場)）
- 『櫻大名』（1916年3月19日 - 5月21日、宝塚歌劇場(パラダイス劇場)）
- 『松風村雨』（1916年7月20日 - 8月31日、宝塚歌劇場(パラダイス劇場)）
- 『爲朝』『藤あやめ』（1917年3月20日 - 5月20日、宝塚歌劇場(パラダイス劇場)）
- 『女曾我』（1917年7月20日 - 8月31日、宝塚歌劇場(パラダイス劇場)）
- 『コサツクの出陣』（1917年10月20日 - 11月30日、宝塚歌劇場(パラダイス劇場)）
- 『石童丸』（1918年1月1日 - 1月20日、宝塚歌劇場(パラダイス劇場)）
- 『羅浮仙』（1918年3月20日 - 5月20日、宝塚歌劇場(パラダイス劇場)）
- 『七夕踊』（1918年7月20日 - 8月31日、宝塚歌劇場(パラダイス劇場)）
- 『靑葉の笛』（1918年10月20日 - 11月30日、宝塚歌劇場(パラダイス劇場)）
- 『鷽替』（1919年1月1日 - 1月20日、宝塚歌劇場(パラダイス劇場)）
- 『千手の前』『文殊と獅子』（1919年3月20日 - 5月20日、宝塚新歌劇場(公會堂劇場)）
- 『膝栗毛』『風流延年舞』（1919年7月20日 - 8月31日、宝塚新歌劇場(公會堂劇場)）
- 『瘤取物語』『涅槃猫』（1919年10月20日 - 11月30日、宝塚新歌劇場(公會堂劇場)）
- 『西遊記』（1920年1月1日 - 1月20日、宝塚新歌劇場(公會堂劇場)）
- 『金平めがね』（1920年3月20日 - 5月20日、宝塚新歌劇場(公會堂劇場)）
- 『コロンブスの遠征』（1920年7月20日 - 8月31日、宝塚新歌劇場(公會堂劇場)）
- 『小野小町』（1920年10月20日 - 11月30日、宝塚新歌劇場(公會堂劇場)）
- 『雀のお宿』『岩戶開』（1921年1月1日 - 1月20日、宝塚新歌劇場(公會堂劇場)）